# Широке (Софіївська селищна громада)
Широке (до 1 квітня 2016 — Менжи́нка) — село в Україні, в Софіївській селищній громаді Криворізького району Дніпропетровської області.
Орган місцевого самоврядування — Софіївська селищна рада. Населення — 176 мешканців.

## Географія
Село Широке розташоване на відстані 0,5 км від села Катеринівка та за 1,5 км від села Тарасівка. По селу протікає пересихаючий струмок із загатою.

## Історія
Згідно з 10-ю ревізією 1858 р. до Софіївської волості входили село Софіївка, хутори Бувальці, Соляника, Кулична, с. Широке, Водяне. У волості мешкало чоловіків 2019, жінок 1950. Вже за переписом 1898 року було — чоловіків 4276, жінок — 4800.
За радянських часів і до 2016 року село мало назву Менжинка.
18 грудня 2019 року у Широкому демонтували останній пам'ятник більшовику Михайлу Калініну

## Населення

### Мова
Розподіл населення за рідною мовою за даними перепису 2001 року:
| Мова       | Відсоток |
| ---------- | -------- |
| українська | 94,9 %   |
| російська  | 2,8 %    |
| білоруська | 2,3 %    |

## Інтернет-посилання
- Погода в селі Широке [Архівовано 20 грудня 2011 у Wayback Machine.]